# Elin Nilsen
Elin Nilsen (ur. 12 sierpnia 1968 w Mo i Rana) – norweska biegaczka narciarska, trzykrotna medalistka olimpijska i pięciokrotna medalistka mistrzostw świata.

## Kariera
Igrzyska olimpijskie w Albertville w 1992 r. były jej olimpijskim debiutem. Wraz z Solveig Pedersen, Inger Helene Nybråten i Trude Dybendahl zdobyła tam srebrny medal w sztafecie 4 × 5 km. W swoim najlepszym starcie indywidualnym, w biegu na 30 km techniką dowolną, była blisko kolejnego medalu, zajęła jednak czwarte miejsce. Na igrzyskach olimpijskich w Lillehammer indywidualnie zajmowała miejsca w drugiej dziesiątce, jednak w sztafecie razem z Dybendahl, Nybråten i Anitą Moen wywalczyła swój drugi srebrny medal w sztafecie. Startowała także na igrzyskach olimpijskich w Nagano, gdzie powtórzyła wyniki z Albertville. Ponownie zajęła 4. miejsce na dystansie 30 km techniką dowolną, a w sztafecie wraz z koleżankami wywalczyła trzeci z rzędu srebrny medal.
W 1991 r. zadebiutowała na mistrzostwach świata biorąc udział w mistrzostwach w Val di Fiemme. Indywidualnie zajęła tam 15. miejsce w biegu na 10 km techniką dowolną. Tam też zdobyła swój pierwszy medal w karierze zajmując trzecie miejsce w sztafecie 4 × 5 km. Norweżki biegły w tym samym składzie co na igrzyskach w Albertville. Podczas mistrzostw świata w Falun dwukrotnie zajęła 13. miejsce: w biegu pościgowym oraz na dystansie 30 km techniką dowolną. Nilsen wspólnie z koleżankami powtórzyła osiągnięcie w sztafecie z Val di Fiemme zajmując trzecie miejsce. Zarówno podczas mistrzostw świata w Thunder Bay jak i na mistrzostwach świata w Trondheim Nilsen była członkinią sztafet, które zdobywały srebrne medale. Mistrzostwa świata w Ramsau były ostatnimi w jej karierze. Osiągnęła tam swój najlepszy indywidualny wynik w historii swoich startów na mistrzostwach zajmując 4. miejsce w biegu na 15 km techniką dowolną. Były to też jedyne jej mistrzostwa, z których nie przywiozła medalu, bowiem sztafeta norweska w składzie Maj Helen Sorkmo, Anita Moen, Elin Nilsen i Bente Martinsen zajęła 4. miejsce.
Najlepsze wyniki w Pucharze Świata w biegach narciarskich osiągnęła w sezonie 1991/1992, kiedy to zajęła 5. miejsce w klasyfikacji generalnej.

## Osiągnięcia

### Igrzyska olimpijskie
| Miejsce | Dzień     | Rok  | Miejscowość | Konkurencja            | Czas biegu | Strata  | Zwyciężczyni      |
| ------- | --------- | ---- | ----------- | ---------------------- | ---------- | ------- | ----------------- |
| 10.     | 13 lutego | 1992 | Albertville | 5 km stylem klasycznym | 14:13,8    | +37,0   | Marjut Lukkarinen |
| 5.      | 15 lutego | 1992 | Albertville | 5+10 km pościgowy      | 40:07,7    | +1:19,2 | Lubow Jegorowa    |
| 2.      | 17 lutego | 1992 | Albertville | Sztafeta 4 × 5 km      | 59:34,8    | +21,6   | WNP               |
| 4.      | 21 lutego | 1992 | Albertville | 30 km stylem dowolnym  | 1:22:30,1  | +2:55,0 | Stefania Belmondo |
| 13.     | 13 lutego | 1994 | Lillehammer | 15 km stylem dowolnym  | 39:44,5    | +3:35,3 | Manuela Di Centa  |
| 12.     | 15 lutego | 1994 | Lillehammer | 5 km stylem klasycznym | 14:08,8    | +54,3   | Lubow Jegorowa    |
| 12.     | 17 lutego | 1994 | Lillehammer | 5+10 km pościgowy      | 41:38,9    | +2:04,6 | Lubow Jegorowa    |
| 2.      | 21 lutego | 1994 | Lillehammer | Sztafeta 4 × 5 km      | 57:12,5    | +30,1   | Rosja             |
| 2.      | 15 lutego | 1998 | Nagano      | Sztafeta 4 × 5 km      | 55:13,5    | 24,5    | Rosja             |
| 4.      | 20 lutego | 1998 | Nagano      | 30 km stylem dowolnym  | 1:22:01,5  | +2:23,0 | Julija Czepałowa  |

### Mistrzostwa świata
| Miejsce | Dzień     | Rok  | Miejscowość   | Konkurencja            | Czas biegu | Strata  | Zwyciężczyni      |
| ------- | --------- | ---- | ------------- | ---------------------- | ---------- | ------- | ----------------- |
| 15.     | 10 lutego | 1991 | Val di Fiemme | 10 km stylem dowolnym  | 28:25,9    | ?       | Jelena Välbe      |
| 3.      | 14 lutego | 1991 | Val di Fiemme | Sztafeta 4 × 5 km      | 55:36,6    | +57,9   | ZSRR              |
| 16.     | 21 lutego | 1993 | Falun         | 5 km stylem klasycznym | 14:07,6    | +37,6   | Łarisa Łazutina   |
| 13.     | 23 lutego | 1993 | Falun         | 5+10 km pościgowy      | 40:19,0    | +1:38,8 | Stefania Belmondo |
| 3.      | 25 lutego | 1993 | Falun         | Sztafeta 4 × 5 km      | 54:15,7    | +53,3   | Rosja             |
| 13.     | 27 lutego | 1993 | Falun         | 30 km stylem dowolnym  | 1:22:41,3  | +5:27,4 | Stefania Belmondo |
| 2.      | 16 marca  | 1995 | Thunder Bay   | Sztafeta 4 × 5 km      | 53:47,6    | +1:31,0 | Rosja             |
| 7.      | 18 marca  | 1995 | Thunder Bay   | 30 km stylem dowolnym  | 1:16:27,3  | +2:08,3 | Jelena Välbe      |
| 7.      | 21 lutego | 1997 | Trondheim     | 15 km stylem dowolnym  | 36:28,2    | +1:17,6 | Jelena Välbe      |
| 2.      | 27 lutego | 1997 | Trondheim     | Sztafeta 4 × 5 km      | 56:40,2    | +16,0   | Rosja             |
| 4.      | 19 lutego | 1999 | Ramsau        | 15 km stylem dowolnym  | 38:49,0    | +1:24,7 | Stefania Belmondo |
| 16.     | 22 lutego | 1999 | Ramsau        | 5 km stylem klasycznym | 12:49,8    | +1:07,1 | Bente Skari       |
| 4.      | 25 lutego | 1999 | Ramsau        | Sztafeta 4 × 5 km      | 53:05,9    | +2:10,8 | Rosja             |
| 2.      | 23 lutego | 2001 | Lahti         | Sztafeta 4 × 5 km      | 53.01,6    | +1.00,3 | Rosja             |

### Puchar Świata

#### Miejsca w klasyfikacji generalnej
- sezon 1989/1990: 23.
- sezon 1990/1991: 19.
- sezon 1991/1992: 5.
- sezon 1992/1993: 18.
- sezon 1993/1994: 17.
- sezon 1994/1995: 11.
- sezon 1996/1997: 14.
- sezon 1997/1998: 13.
- sezon 1998/1999: 14.
- sezon 1999/2000: 23.
- sezon 2000/2001: 37.
- sezon 2001/2002: 39.

#### Miejsca na podium
| Nr | Dzień       | Rok  | Miejscowość | Konkurencja           | Czas biegu  | Strata      | Miejsce | Zwycięzca         |
| -- | ----------- | ---- | ----------- | --------------------- | ----------- | ----------- | ------- | ----------------- |
| 1. | 14 grudnia  | 1991 | Thunder Bay | 5 km stylem dowolnym  | 16:50.5 min | +38.0 s     | 3       | Jelena Välbe      |
| 2. | 11 stycznia | 1992 | Cogne       | 30 km stylem dowolnym | 1:35:03.3 h | +47.9 s     | 2       | Stefania Belmondo |
| 3. | 15 marca    | 1997 | Oslo        | 30 km stylem dowolnym | 1:20:03.5 h | +2:20.2 min | 3       | Stefania Belmondo |

### FIS Marathon Cup

#### Miejsca w klasyfikacji generalnej
- sezon 2001/2002 – 2.

#### Miejsca na podium
| Nr | Dzień     | Rok  | Zawody           | Konkurencja             | Czas biegu  | Strata | Miejsce | Zwycięzca       |
| -- | --------- | ---- | ---------------- | ----------------------- | ----------- | ------ | ------- | --------------- |
| 1. | 10 lutego | 2002 | Transjurassienne | 27 km stylem klasycznym | 1:20:01.0 h | -      | 1.      | -               |
| 2. | 17 lutego | 2002 | Tartu Maraton    | 46 km stylem dowolnym   | 1:54:04.0 h | +1.0 s | 2       | Antonina Ordina |